# Hans-Spalinger-Waldorfschule

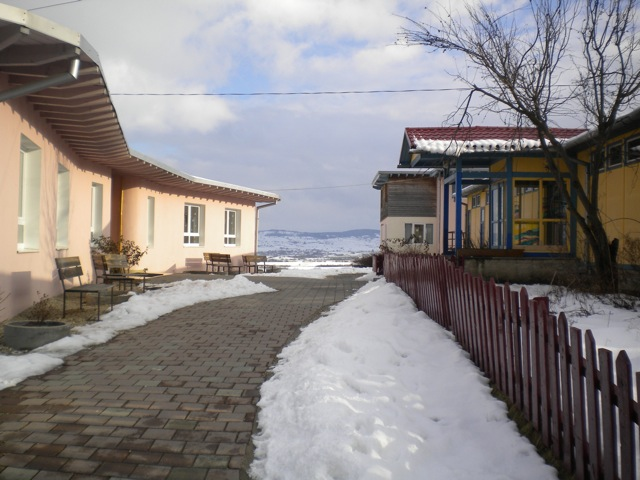
Die Hans-Spalinger-Waldorfschule

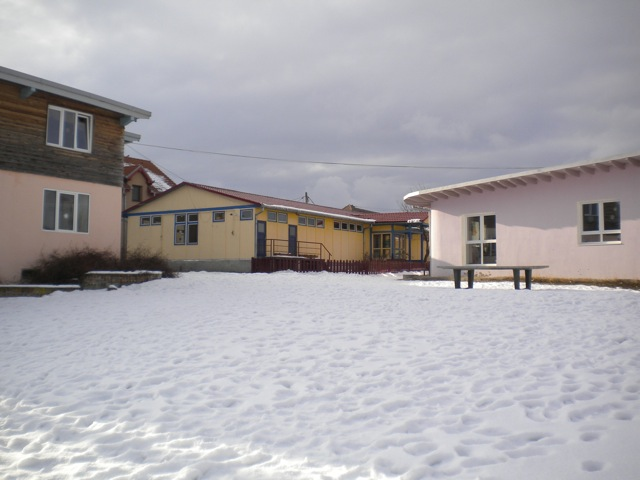
Übersicht der Gebäude

Die Hans-Spalinger-Waldorfschule Roșia wurde 1998 als Alphabetisierungsprojekt für Roma-Kinder in dem Dorf Roșia in Rumänien gegründet, um Lösungen für die alltäglichen und schulischen Probleme und Notstände einer großen Bevölkerungsgruppe zu finden.

## Geschichte
Der Name „Hans Spalinger“ geht auf Herrn Hans Spalinger zurück, der viel für die Waldorfbewegung in Rumänien getan hat.
Schon im Jahr 2000 bekam das Projekt Hans-Spalinger-Waldorfschule vom Schulinspektorat Sibiu den Status einer staatlichen Waldorfschule zuerkannt. Der „Waldorfverein Sibiu und Roșia“ übernahm die interne Entwicklung, während bis vor zwei Jahren der „Verein Vasile Voiculescu“ sich um die bauliche Entwicklung gekümmert hat. 2004 wurde die Waldorfschule durch einen berufsbildenden Zweig mit dem Profil Landwirtschaft erweitert, der mit einem staatlichen Diplom abgeschlossen werden konnte. 2009 wurden alle Berufsschulen in Rumänien abgeschafft, so dass der Verein jetzt dafür kämpfen muss, eine adäquate Ausbildung vom Ministerium genehmigt zu bekommen. Seit September 2010 ist auch eine Kindergartengruppe vorhanden.
Die Hans-Spalinger-Waldorfschule zeichnet sich vor allem durch die außerschulischen und zusätzlichen Aktivitäten aus. Auch ein europaweiter Austausch wird gefördert durch Sozialpraktika und Kunstprojekte. Hier einige Beispiele von außerschulischen Aktivitäten und Projekten:
- Eltern werden zu Vorträgen, Seminaren, künstlerischer Arbeit und kulturellen Ausfahrten eingeladen
- Sozialpraktika von Waldorfklassen aus dem Ausland
- Sozialpraktika von europäischen Schülern und Studenten als Berufsorientierung oder Freies soziales Jahr
- Kunstprojekt mit der Alanus Hochschule[3]